# Rottnest Island Airport
Rottnest Island Airport är en flygplats i Australien. Den ligger i kommunen City of Cockburn och delstaten Western Australia, omkring 31 kilometer väster om delstatshuvudstaden Perth. Rottnest Island Airport ligger på ön Rottnest Island. Den ligger vid sjöarna  Herschel Lake Serpentine Lake Government House Lake och Garden Lake.
Trakten är glest befolkad. Närmaste större samhälle är Mosman Park, omkring 20 kilometer öster om Rottnest Island Airport. 
Genomsnittlig årsnederbörd är 1 018 millimeter. Den regnigaste månaden är maj, med i genomsnitt 176 mm nederbörd, och den torraste är februari, med 9 mm nederbörd.